# دیوانه مستانه
دیوانه مستانه (به هندی: Deewana Mastana) فیلمی محصول سال ۱۹۹۷ و به کارگردانی دیوید داوان است. در این فیلم هنرمند بزرگ و صاحب نام گوویندا و آنیل کاپور، جوهی چاولا، سلمان خان، جانی لور، سعید جعفری، انوپم کهیر، ریما لاگو، هیمانی شیوپوری، ساتیش کایشیک، شاکتی کاپور، قادرخان ایفای نقش کرده‌اند.